# Říjen 2024
Toto je archivovaný článek z portálu Aktuality.
1. října – úterý
 Při požáru školního autobusu v Thajsku zemřelo 22 dětí a tři dospělí. 
5. října – sobota
 V Národním divadle byly uděleny divadelní Ceny Thálie za rok 2024. 
7. října – pondělí
 Nobelovu cenu za fyziologii a lékařství obdrželi Victor Ambros a Gary Ruvkun za objev mikroRNA a jejich role v posttranskripční regulaci genové exprese. 
8. října – úterý
 Nobelovu cenu za fyziku obdrželi John Hopfield a Geoffrey Hinton za zásadní objevy a vynálezy, které umožňují strojové učení s umělými neuronovými sítěmi. 
 Prezident Petr Pavel jmenoval Petra Kulhánka do funkce ministra pro místní rozvoj a Lukáše Vlčka do funkce ministra průmyslu a obchodu ve vládě Petra Fialy. 
9. října – středa
 Nobelovu cenu za chemii obdržel David Baker za výpočetní návrh proteinů a Demis Hassabis a John M. Jumper za predikci struktury proteinů. 
 Floridu a další blízké státy postihl hurikán Milton. V důsledku prudkého větru a extrémních záplav muselo více než 5,5 milionu lidí být přikázána evakuace. 
10. října – čtvrtek
 Nobelovu cenu za literaturu obdržela jihokorejská spisovatelka Han Kang. 
 Krajský soud v Hradci Králové rehabilitoval kněze Josefa Toufara umučeného příslušníky komunistické Státní bezpečnosti po tzv. Číhošťském zázraku. 
11. října – pátek
 Nobelovu cenu za mír obdržela japonská organizace Nihon Hidankjó bojující proti jaderným zbraním. 
13. října – neděle
 Společnost SpaceX provedla úspěšný test nosné rakety Super Heavy, kosmické lodi Starship a zachycení urychlovacího stupně na kosmodromu Boca Chica. 
14. října – pondělí
 Nobelovu pamětní cenu za ekonomii obdrželi Daron Acemoglu, Simon Johnson a James Robinson za studie o tom, jak se utvářejí instituce a jak ovlivňují prosperitu. 
 Raketa Falcon Heavy společnosti SpaceX vynesla z Kennedyho vesmírného střediska sondu Europa Clipper, jejímž cílem je studium Jupiterova měsíce Europa. 
16. října – středa
 Jahjá Sinvár, vůdce teroristického hnutí Hamás, byl zabit při vojenské operaci v Pásmu Gazy. 
18. října – pátek
 Na sjezdu KDU-ČSL byl novým předsedou zvolen ministr zemědělství Marek Výborný. 
20. října – neděle
 Moldavští voliči v referendu těsnou většinou schválili změnu ústavy umožňující přistoupení země k Evropské unii. Zároveň proběhlo první kolo prezidentských voleb. 
 Hana Matelová a Barbora Balážová zvítězily ve finále ženské čtyřhry na Mistrovství Evropy ve stolním tenise 2024. 
21. října – pondělí
 Bylo objeveno největší známé prvočíslo 2136 279 841 − 1. Prvočíslo má v desítkové soustavě 41 024 320 číslic a bylo objeveno v rámci projektu Great Internet Mersenne Prime Search (GIMPS). 
22. října – úterý
 Ministerstvo vnitra Slovenské republiky uzavřelo dohodu o smíru s Andrejem Babišem ohledně jeho evidence jako důvěrníka a později agenta v archivních dokumentech StB spravovaných slovenským Ústavem paměti národa. Bývalý předseda české vlády tvrdil, že si vědomé spolupráce StB není vědom. 
23. října – středa
 Při útoku zorganizovaném teroristy PKK na továrnu Turkish Aerospace Industries v Kahramankazanu v ankarské provincii zahynulo sedm lidí (včetně dvou útočníků). 
26. října – sobota
 Izraelské obranné síly provedly sérii leteckých úderů proti vojenským cílům na území Íránu. 
28. října – pondělí
 Prezident Petr Pavel udělil státní vyznamenání 56 osobnostem u příležitosti Dne vzniku samostatného československého státu. 
 Izraelský parlament schválil zákon zakazující činnost agentury UNRWA na území státu Izrael a v oblastech, které fakticky kontroluje. 
29. října – úterý
 Přívalová povodeň ve Španělsku si vyžádala nejméně 217 obětí. 
 Na'ím Qásim byl zvolen novým generálním tajemníkem teroristické organizace Hizballáh. 
 Ruský soud udělil společnosti Alphabet Inc., které paří Google, pokutu ve výši 2 sextilionů rublů, zhruba 480 kvintiliard korun, za blokováni ruských televizních kanálů na službě YouTube. Jde přitom o částku, která o mnoho řádů převyšuje roční světový HDP. 